# Vlagyimir Petrovics Skurihin
Vlagyimir Petrovics Skurihin, oroszul: Владимир Петрович Шкурихин (Izsevszk, 1958. július 26. – Moszkva, 2017. november 25.) olimpiai ezüstérmes szovjet válogatott orosz röplabdázó.

## Pályafutása
Az 1988-as szöuli olimpián ezüstérmet szerzett a szovjet válogatott tagjaként. 1981 és 1987 között egy-egy világbajnoki arany- és ezüstérmet és négy Európa-bajnoki címet nyert a válogatottal.

## Sikerei, díjai
- Olimpiai játékok
  - ezüstérmes: 1988, Szöul
- Világbajnokság
  - aranyérmes: 1982, Argentína
  - ezüstérmes: 1986, Franciaország
- Európa-bajnokság
  - aranyérmes: 1981, 1983, 1985, 1987